# Jennifer Jones (curling)
Jennifer Judith Jones (Winnipeg, 7 de julio de 1994) es una deportista canadiense que compite en curling.
Participó en dos Juegos Olímpicos de Invierno, obteniendo una medalla de oro en Sochi 2014, en la prueba femenina, y el quinto lugar en Pekín 2022, en la misma prueba.
Ganó cuatro medallas en el Campeonato Mundial de Curling entre los años 2008 y 2018.

## Palmarés internacional
| Juegos Olímpicos   | Juegos Olímpicos       | Juegos Olímpicos  | Juegos Olímpicos |
| Año                | Lugar                  | Medalla           | Prueba           |
| ------------------ | ---------------------- | ----------------- | ---------------- |
| 2014               | Sochi (Rusia)          | Medalla de oro    | Equipo           |
| Campeonato Mundial |                        |                   |                  |
| Año                | Lugar                  | Medalla           | Prueba           |
| 2008               | Vernon (Canadá)        | Medalla de oro    | Equipo           |
| 2010               | Swift Current (Canadá) | Medalla de bronce | Equipo           |
| 2015               | Sapporo (Japón)        | Medalla de plata  | Equipo           |
| 2018               | North Bay (Canadá)     | Medalla de oro    | Equipo           |